# Dolphin Smalltalk
DolphinSmalltalk — среда разработки на языке Smalltalk для Windows. Её отличают тесная интеграция с Windows: в частности нативными виджетами и такими подсистемами операционной системы, как COM и ActiveX.
Среда программирования помимо обычных для Smalltalk-среды содержит WYSIWYG-редактор графического интерфейса и средства поддержки unit тестирования.
До версии 7.0 был доступен в двух вариантах: условно-бесплатной ограниченной community edition, и платного пакета для профессиональной разработки, включающую в частности возможность публикации приложений, отчуждаемых от smalltalk-среды.
29 декабря 2015 года была выпущена седьмая версия, полностью открытая на условиях MIT License.